# Operationalism
Operationalism är en filosofisk riktning som menar att koncept definieras utifrån hur de mäts.

## Exempel
Konceptet glädje definieras enligt operationalism av hur vi mäter det. Till exempel skulle vi kunna mäta det genom att titta på vissa hormonnivåer, då är glädje definierat som vissa nivåer av dessa hormoner.